# Rostiga roadtrips
Rostiga roadtrips är en svensk dokumentärserie. Serien hade premiär den 4 april 2024 på SVT Play och SVT1. Programledare för serien är Anders Johansson och Valle Westesson. Första säsongen består av sex avsnitt. En andra säsong hade premiär på samma kanal den 10 juli 2025.

## Handling
Komikerparet Anders Johansson och Valle Westesson köper bilar för högst 10 000 kronor och kör dem till en plats med koppling till modellens tillverkning eller konstruktion-. Det är en av dem som väljer bil och resväg, där resvägen inte är närmsta vägen utan planeras via speciella sevärdheter. Bilen modifieras lätt så att de båda programledarna kan övernatta i dem och varje resa görs över en knapp vecka.

## Produktion
Anders Johansson och Valle Westesson lärde känna varandra när de arbetade med olika radioprogram på P3 i Malmö. Det visade sig att de delade intresset för udda gamla bilar och countrymusik. De prövade en programidé, en mockumnentär om ett countryband på en misslyckad turné i Finland. De bilade från Gällivare till ryska gränsen i Finland i en Mercedes från 1977. Därefter har de gjort flera bilinköp och resor tillsammans. De delar också en förkärlek för udda resmål, och Valle Westesson har skrivit en bokserie "100 balla ställen" om udda resmål i Skåne, Köpenhamn och Stockholm.
Anders Johansson presenterade idén för Sveriges Television som snabbt accepterade förslaget. Sex halvtimmes avsnitt spelades in över tre år, med totalt fyra resor i fyra olika bilar.

## Avsnitt
Varje avsnitt börjar med att Anders Johansson i en voice over citerar Einstein:
"Det finns två sätt att leva. Det ena: Det finns inga mirakel. Det andra: Att liksom se sig om och upptäcka att allt är ett mirakel."
Antingen Anders Johansson eller Valle Westesson avtäcker sedan den inköpta bilen efter att den andre fått gissa vilket märke och modell det är. Därefter görs en snabb modifiering så att bilen går att bädda i.
- Resan till rondellen, del 1 och 2
  - Anders Johansson valde Renault 18 Sportwagon.
  - Resa till Paris där Valle Westesson ska köra två varv i rondellen runt Place Charles de Gaulle.
- Resan till Mlada Boleslav
  - Valle Westesson valde Skoda Felicia Pickup, med husvagn Sprite Alpine från 1969.
  - Resa till Skodaverken i Mlada Boleslav.
- Resan till Nystad, del 1 och 2
  - Anders Johansson valde Saab 90.
  - Resa till Nystad i Finland, där bilen tillverkades och de mötte konstruktören.
- Resan till Chivasso
  - Valle Westesson valde Fiat Panda.
  - Resa till karosserifabriken Sodecia i Chivasso.

## Medverkande (i urval)
- Anders Johansson
- Valle Westesson